# Дьюри, Иэн
Иэн Робинс Дьюри (англ. Ian Robins Dury; 12 мая 1942 — 27 марта 2000) — британский музыкант, начинавший в начале 1970-х годов в паб-роке и ставший одной из самых ярких фигур британской нововолновой сцены, создав уникальный стиль, в котором «соединились элементы мюзик-холла, панк-рока и диско».
Успех в чартах имели альбомы New Boots and Panties!! (#5 UK Albums Chart, 1977) и Do It Yourself (#2 UK, 1979), а также синглы «Reasons To Be Cheerful (Part 3)» (#3 UK Singles Chart, 1979) «What a Waste» (#9, 1978), «Hit Me With Your Rhythm Stick» (#1, 1979).
Дьюри в детстве переболел полиомиелитом и на всю жизнь остался инвалидом, но это не помешало ему создать чрезвычайно динамичный сценический имидж. Как говорится в официальной биографии, формально «Ian Dury And The Blockheads имели пять хит-синглов и два Top 10-альбома в период с 1978 по 1980 годы, но это, несомненно, достойное достижение, никак не может служить мерой того, как обожают Дьюри любители музыки во всём мире». В течение многих лет Дьюри сохранял огромную популярность, оставаясь (согласно Allmusic) одним из самых любимых в Британии культовых рок-героев.

## Биография
Иэн Робинс Дьюри родился в Хэрроу-Уилд, хотя сам не раз утверждал, что его родина — Апминстер (что в большей степени соответствовало бы его произношению). В 1949 году (заразившись, по-видимому, в бассейне) Дьюри переболел полиомиелитом: это обстоятельство, оставив его калекой, наложило отпечаток на всю его дальнейшую жизнь.
Корни творчества Дьюри (как говорится в биографии певца на официальном сайте) уходят в «культурные пустыри послевоенного Эссекса» — и английскую школьную среду 1950-х годов. Страдая от осознания своей физической ущербности, подросток, в надежде завоевать авторитет сверстников, занялся творчеством — поначалу, рисованием. Знакомство с рок-культурой началось для него с увлечения музыкой Джина Винсента.
В 16 лет, окончив школу, Иэн Дьюри поступил в Уолтемстоусский художественный колледж (англ. Walthamstow Art College), где ему (согласно официальной биографии) «помогали в учёбе — любовь к джазу и уличному юмору Ист-энда». В 1964 году Дьюри получил стипендию в Королевском художественном колледже, где его преподавателем был художник Питер Блэйк, а три года спустя сам приступил к преподавательской деятельности в различных колледжах на юге Англии.

### Kilburn & the High Roads
Три года спустя, потрясенный смертью кумира, Джина Винсента, Дьюри решил посвятить себя музыке и образовал с пианистом Расселом Харди группу Kilburn & the High Roads, названную в честь лондонского дорожного знака. В группу поочередно входили студенты, которых Дьюри обучал в Кентерберийской художественной школе (англ. Canterbury School of Art); постоянными же участниками стали — гитарист Кейт Лукас (англ. Keith Lucas, позже под именем Ник Кэш вошедший в 999) и басист Хамфри Оушн (англ. Humphrey Ocean).
Kilburn & the High Roads, игравшие несложный рок-н-ролл с джазовыми вариациями, в течение трех следующих лет стали одной из самых заметных групп на британской паб-рок-сцене. К 1973 году группа стала настолько известной, что Дьюри смог позволить себе оставить преподавательскую деятельность и стать профессиональным музыкантом. Группа выступила разогревщиками в британском турне The Who.
В числе музыкальных критиков, с восторгом воспринявших коллектив, был Чарли Гиллет: вскоре он взял на себя обязанности менеджера и заключил контракт с Raft Records. В 1974 году группа записала альбом, но он был отложен на полку и «всплыл» под заголовком Wotabunch! много лет спустя, когда Дьюри уже начал соло-карьеру. Kilburn & the High Roads перешли на Pye Records, где и вышел дебютный Handsome (1975), куда вошла значительная часть материала из невыпущенной пластинки; авторами всех песен были Дьюри и пианист Расселл Харди.
Паб-рок к этому времени уже находился в упадке — возможно, поэтому релиз прошёл незамеченным, да и сам альбом, как отмечали критики, прозвучал сдержанно. Он вышел также под заголовком Upminster Kids в несколько сокращённом виде. Между тем, случайная встреча Дьюри в магазине музыкальных инструментов с бывшим гитаристом группы Byzantium Чезом Джанкелом (англ. Chaz Jankel) привела к возникновению нового авторского тандема.

### The Blockheads
К концу года Kilburn & the High Roads распались, но Дьюри сохранил творческий союз с Джанкелом. Поиск большого контракта успехом не увенчался: рекорд-лейблы видели в Дьюри уже «отыгравшего своё» героя паб-сцены. Но по соседству с офисом его менеджмента Дьюри располагался только что образованный лейбл Stiff Records: здесь нестандартный талант Дьюри и был впервые оценен по достоинству.
К 1977 году он получил контракт со Stiff и выпустил — под собственным именем — сингл «Sex & Drugs & Rock & Roll» (c «Razzle in My Pocket» на обороте), в записи которого приняли участие только Джанкел и саксофонист Дэйви Пэйн, а также несколько сессионных музыкантов. Сингл не стал хитом (его тираж составил лишь 19 тысяч), но очень скоро приобрёл широкую известность, став визитной карточкой Дьюри и войдя во множество сборников.

#### New Boots and Panties!!

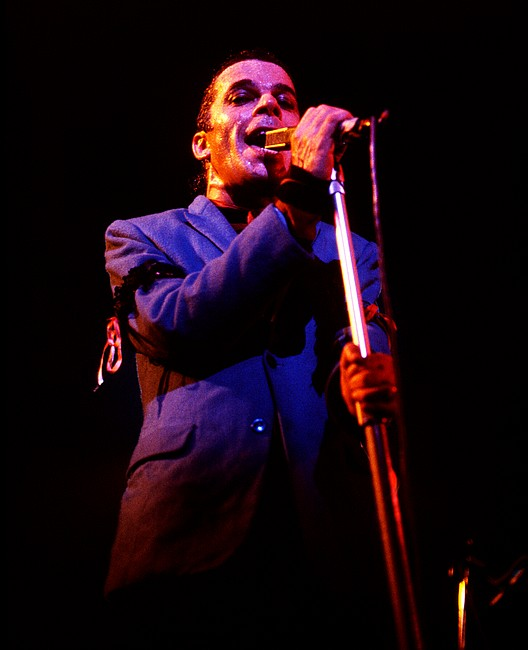
Ian Dury 1978

Сразу же за синглом последовал альбом New Boots and Panties!!, в который (как отмечали рецензенты Trouser Press) 35-летний музыкант вложил столько энергии, что «удивительно, как пластинка не слетает с вертушки», проявив и разнообразие: со «скандальными одами» («Plaistow Patricia», «Billericay Dickie») соседствуют искренние, чувственные баллады («Sweet Gene Vincent», «My Old Man», «If I Was with a Woman»), нередко высокого музыкального уровня («Wake Up and Make Love with Me»).
Для раскрутки альбома и сингла Дьюри пришлось согласиться на участие в турне Live Stiffs (с Элвисом Костелло, Ником Лоу, Реклесс Эриком и др.), которое началось в октябре. В новый, набранный Джанкелом состав, вошли гитарист Джон Тернбулл (англ. John Turnbull), пианист Микки Галлахер (англ. Mickey Gallagher), басист Норманн Уотт Рой (англ. Norman Watt Roy) и барабанщик Чарли Чарльз (англ. Charley Charles). Группа, здесь впервые выступившая как Ian Dury And The Blockheads, неожиданно для многих стала главным хитом тура (хедлайнером которого поначалу был самый именитый из участников, Элвис Костелло).
Группа в сравнении с Kilburns изменила стиль, заиграв сырой рок-н-ролл с элементами джаза, фанка и реггей, и была принята «на ура» в панк-сообществе — не в последнюю очередь благодаря гротескному имиджу Дьюри и его издевательским, острым текстам. Альбом в британских чартах продержался более двух лет и в конечном итоге стал платиновым. Stiff Records, сместив акценты в своей политике, запустили широкую рыночную кампанию в поддержу релизов Дьюри. В результате хитами стали синглы из альбома, «What A Waste» и «Hit Me With Your Rhythm Stick», второй из которых возглавил британский хит-парад.

#### Do It Yourself
Дьюри, получивший рок-звёздный статус в Великобритании, провёл успешные европейские гастроли. Им немедленно заинтересовались и в США. Лейбл Arista Records получил право распределять продукцию Дьюри на заокеанском рынке, однако, New Boots and Panties!!, несмотря на, в основном, положительные рецензии, успеха здесь не имел.
Второй альбом Do It Yourself вышел под обложкой, оформленной Барни Бабблсом (подготовившим десяток вариантов; все они были составлены из фрагментов настенного каталога Crown) и поднялся до 2-го места в британских чартах. После успеха сингла «Reasons to Be Cheerful, Part 3» (#3 UK, 1979), группа провела очередное британское турне, из которого вышла уже без Джанкела, который решил заняться сольной карьерой. Его заменил Уилко Джонсон (англ. Wilko Johnson), в недавнем прошлом гитаристом Dr. Feelgood. С ним был записан (выпущенный также на Stiff Records) альбом Laughter, встреченный сдержанно прессой и восторженно — фэнами. Синглы «I Wanna Be Straight» и «Superman’s Big Sister» не имели большого успеха.
Год спустя Дьюри перешёл на Polydor Records, вместе с вновь присоединившимся к нему Джанкелом уехал на Багамы. Здесь при участии Слая Данбара и Робби Шейкспира, знаменитых реггей-продюсеров, был записан Lord Upminster. Альбом оказался коммерчески неудачным; центральной вещью в нём была выпущенная синглом «Spasticus Autisticus» — скандально знаменитая песня, написанная Иэном Дьюри для «Года инвалидов», но не только отвергнутая ООН, но даже запрещённая к трансляции на Би-би-си (там были, в частности, такие слова: «…Так что звякните своими честно заработанными медяками в моей баночке / И возблагодарите Создателя за то, что не находитесь в таком, как я, состоянии / Поскольку сам я лежу, растянувшись на полочке / Имею полное право передать себе выручку…»). В дальнейшем песня всё же получила признание, в частности, прозвучав на церемонии открытия Паралимпийских игр 2012 года.
После этой неудачи Дьюри временно отошёл от активной музыкальной деятельности, снявшись в нескольких фильмах («Повар, вор, его жена и её любовник» Питера Гринуэя, «Пираты» Романа Полански и др.) и появившись на театральной сцене. Для театра же он (при участии Джанкела и Галлахера) написал мюзикл «Apples», который в 1992 году был поставлен на сцене Royal Court Theatre.
После выхода альбома 4000 Weeks Holiday (1984), записанного с новым составом The Music Students, в музыкальной карьере Дьюри наступило продолжительное затишье. Лишь в 1990 году, когда у барабанщика Blockheads Чарли Чарльза был обнаружен рак, группа собралась, чтобы дать несколько бенефисов, но — произошло это уже после смерти музыканта. Реформированные Blockheads, с новым ударником Стивеном Монти (англ. Stephen Monti), выпустили концертный сборник Warts ‘N’ Audience на Demon Records. После европейских гастролей Дьюри вернулся в чарты с альбомом The Bus Driver’s Prayer and Other Stories.

#### Последние годы
Последняя работа Иэна Дьюри, Mr Love-Pants, записанная с The Blockheads уже после того, как стало ясно, что он неизлечимо болен, — датируется 1998 годом. Пластинка была восторженно встречена критикой: многие рецензенты сочли её лучшей работой группы после New Boots & Panties!!. 
Ian Dury & the Blockheads выступили в качестве почётных гостей на концерте Пола Веллера в Лондоне и провели успешные британские гастроли.
В последние годы жизни Иэн Дьюри активно сотрудничал с ЮНЕСКО, в частности, в качестве посла доброй воли, пропагандируя массовую кампанию прививок полиомиелита в странах третьего мира. Он совершил несколько визитов в страны юга Африки и в Шри-Ланку, в частности, с Робби Уильямсом. Вместе с журналистом-ветераном лордом Биллом Дидсом певец был назначен «специальным представителем» Британского комитета ЮНЕСКО, оказавшись в одном ряду с удостаивавшимися этого почётного звания в разное время Ванессой Редгрейв и Роджером Муром.
В мае 1998 года Дьюри выступил с заявлением о том, что ещё три года назад у него был обнаружен рак прямой кишки, и что теперь болезнь распространилась на печень. Весь следующий год музыкант боролся с болезнью, не уединяясь. Дьюри принял участие в церемонии вручения Brit Awards, провёл рекламную кампанию для Sunday Times, в марте 1999 года выступил в благотворительном шоу Night at the Dogs на стадионе Greyhound в Уолтемстоу в поддержку фонда CancerBACUP. В апреле — дал три концерта в Лондоне, прошедших с аншлагом, после чего отправился в британские гастроли. В сентябре телевизионный канал Би-би-си 2 подготовил документальный фильм «Ian Dury — On My Life». В том же месяце вышел сборник Reasons To Be Cheerful — the Very Best of Ian Dury and the Blockheads.
Осенью 1999 года журнал Q ввёл Иэна Дьюри в свой символический Зал славы авторов-исполнителей (англ. Songwriting Hall of Fame), и Дьюри присутствовал на церемонии. Вместе с Чесом Джанкелом он получил от журнала Classic Songwriter Award. 
В начале следующего года Дьюри дал концерт под названием «New Boots And Panto» в лондонском зале «Палладиум» (при участии певицы Кёрсти Макколл).
27 марта 2000 года Иэн Дьюри скончался.
Его сын, Бакстер Дьюри, также стал музыкантом.
В 2010 году вышел биографический фильм «Секс, нарко́тики и рок-н-ролл» (Sex & Drugs & Rock & Roll), главную роль в котором исполняет Энди Серкис.

## Дискография

### Альбомы
Kilburn and the High Roads
- Handsome (1975)
- Wotabunch! (1977)
- The Best Of Kilburn & The Highroads — Kilburn and the High Roads (EP, 1983)

#### Ian Dury & The Blockheads
- New Boots and Panties!! (1977)
- Do It Yourself (1979)
- Laughter (1980)
- Live! Warts 'n' Audience (концертный альбом, 1990)
- Mr. Love Pants (1997)
- Straight From The Desk (Live At Ilford Odeon) (2001)
- Ten More Turnips From The Tip — Ian Dury & The Blockheads (посмертный релиз, 2002)

#### Ian Dury
- Lord Upminster (1981)
- Apples (1989)
- The Bus Driver’s Prayer & Other Stories (1992)

#### Ian Dury & The Music Students
- 4,000 Weeks' Holiday — (1984)